# Nicolás Delgadillo
Nicolás Delgadillo (Buenos Aires, Argentina, 2 de octubre de 1997) es un futbolista profesional argentino. Se desempeña como extremo izquierdo y actualmente milita en Deportivo Saprissa de Costa Rica.
Luego de su paso por San Martín de Tucumán préstamo en la temporada 2018/19, pasa a nuevamente a ser cedido por Vélez Sarsfield, dueño de su pase, a Patronato en agosto del 2019. En el Rojinegro logró sumar continuidad a partir de la llegada del entrenador Gustavo Álvarez, que llegó en el mes de diciembre del 2019 luego de la salida del director técnico Mario Sciacqua.

## Estadísticas

### Clubes
Actualizado 25 de febrero de 2024
| Club                                                  | Div           | Temporada     | Liga  | Liga  | Liga   | Copas nacionales(1) | Copas nacionales(1) | Copas nacionales(1) | Torneos internacionales | Torneos internacionales | Torneos internacionales | Total | Total | Total  |
| Club                                                  | Div           | Temporada     | Part. | Goles | Asist. | Part.               | Goles               | Asist.              | Part.                   | Goles                   | Asist.                  | Part. | Goles | Asist. |
| ----------------------------------------------------- | ------------- | ------------- | ----- | ----- | ------ | ------------------- | ------------------- | ------------------- | ----------------------- | ----------------------- | ----------------------- | ----- | ----- | ------ |
| Vélez Sarsfield Argentina                             | 1ª            | 2015          | 15    | 1     | 3      | 0                   | 0                   | 0                   | -                       | -                       | -                       | 15    | 1     | 3      |
| Vélez Sarsfield Argentina                             | 1ª            | 2016          | 6     | 0     | 1      | 0                   | 0                   | 0                   | -                       | -                       | -                       | 6     | 0     | 1      |
| Vélez Sarsfield Argentina                             | 1ª            | 2016-17       | 15    | 1     | 2      | 0                   | 0                   | 0                   | -                       | -                       | -                       | 15    | 1     | 2      |
| Vélez Sarsfield Argentina                             | 1ª            | 2017-18       | 10    | 0     | 1      | 0                   | 0                   | 0                   | -                       | -                       | -                       | 10    | 0     | 1      |
| Vélez Sarsfield Argentina                             | 1ª            | 2018          | 3     | 0     | 0      | 0                   | 0                   | 0                   | -                       | -                       | -                       | 3     | 0     | 0      |
| Vélez Sarsfield Argentina                             | Total club    | Total club    | 49    | 2     | 7      | 0                   | 0                   | 0                   | 0                       | 0                       | 0                       | 49    | 2     | 7      |
| San Martín (T) Argentina                              | 1ª            | 2019          | 3     | 0     | 0      | 2                   | 0                   | 0                   | -                       | -                       | -                       | 5     | 0     | 0      |
| San Martín (T) Argentina                              | Total club    | Total club    | 3     | 0     | 0      | 2                   | 0                   | 0                   | 0                       | 0                       | 0                       | 5     | 0     | 0      |
| Patronato Argentina                                   | 1ª            | 2019-20       | 10    | 0     | 1      | 1                   | 0                   | 0                   | -                       | -                       | -                       | 11    | 0     | 1      |
| Patronato Argentina                                   | 1ª            | 2020          | -     | -     | -      | 10                  | 0                   | 1                   | -                       | -                       | -                       | 10    | 0     | 1      |
| Patronato Argentina                                   | Total club    | Total club    | 10    | 0     | 1      | 9                   | 0                   | 1                   | 0                       | 0                       | 0                       | 19    | 0     | 2      |
| Atlético Rafaela Argentina                            | 2ª            | 2021          | 0     | 0     | 0      | -                   | -                   | -                   | -                       | -                       | -                       | 0     | 0     | 0      |
| Atlético Rafaela Argentina                            | Total club    | Total club    | 0     | 0     | 0      | 0                   | 0                   | 0                   | 0                       | 0                       | 0                       | 0     | 0     | 0      |
| Patronato Argentina                                   | 1ª            | 2021          | 23    | 2     | 1      | 9                   | 1                   | 2                   | -                       | -                       | -                       | 32    | 3     | 3      |
| Patronato Argentina                                   | Total club    | Total club    | 33    | 2     | 2      | 18                  | 1                   | 3                   | 0                       | 0                       | 0                       | 51    | 3     | 5      |
| Platense Argentina                                    | 1ª            | 2022          | 5     | 0     | 0      | 11                  | 0                   | 0                   | -                       | -                       | -                       | 15    | 0     | 0      |
| Platense Argentina                                    | Total club    | Total club    | 5     | 0     | 0      | 11                  | 0                   | 0                   | 0                       | 0                       | 0                       | 16    | 0     | 0      |
| Atlético Rafaela Argentina                            | 2ª            | 2023          | 32    | 2     | ?      | -                   | -                   | -                   | -                       | -                       | -                       | 32    | 2     | ?      |
| Atlético Rafaela Argentina                            | Total club    | Total club    | 32    | 2     | ?      | 0                   | 0                   | 0                   | 0                       | 0                       | 0                       | 32    | 2     | ?      |
| Colón Argentina                                       | 2ª            | 2024          | 2     | 0     | 1      | -                   | -                   | -                   | -                       | -                       | -                       | 2     | 0     | 1      |
| Colón Argentina                                       | Total club    | Total club    | 2     | 0     | 1      | 0                   | 0                   | 0                   | 0                       | 0                       | 0                       | 2     | 0     | 1      |
| Total carrera                                         | Total carrera | Total carrera | 124   | 6     | 10     | 31                  | 1                   | 3                   | 0                       | 0                       | 0                       | 155   | 7     | 13     |
| (1)Incluidos los datos de la Copa Argentina (2014/15) |               |               |       |       |        |                     |                     |                     |                         |                         |                         |       |       |        |